# Timarcha maritima
Timarcha maritima is een keversoort uit de familie bladkevers (Chrysomelidae). De wetenschappelijke naam van de soort werd in 1850 gepubliceerd door Jean Pierre Omer Anne Édouard Perris.